# Santiago Miahuatlán (kommun)
Santiago Miahuatlán är en kommun i Mexiko.   Den ligger i delstaten Puebla, i den sydöstra delen av landet, 200 km sydost om huvudstaden Mexico City.
Följande samhällen finns i Santiago Miahuatlán:
- Santiago Miahuatlán
- San Isidro Vista Hermosa
- San José Monte Chiquito
- Villa Alegría
- Benito Juárez
- La Calavera
- El Carmen